# Бибишкино
Бибишкино (Бебишкино) — озеро в России, располагается на территории Кирилловского района Вологодской области.
Озеро имеет продолговатую форму, ориентированную в меридиональном направлении, длиной 1,1 км и средней шириной в 0,2 км. Площадь водной поверхности озера составляет 22 га. Максимальная глубина достигает 3,1 м, средняя глубина равняется 1,9 м. Уровень уреза воды находится на высоте 117 м над уровнем моря.